# 海角亡魂
《海角亡魂》（英語：Cape Fear）是一部1962年的美國心理驚悚電影，主演有羅拔·米湛、格力哥利·柏、馬田·波森和波莉·伯根。本片改編自約翰·D·麥唐諾的小說《The Executioners》，由詹姆斯·R·韋博編劇。本片最初是由亞弗列·希治閣製作故事板（被推舉執導但因為爭吵而退出），隨後由李·湯遜執導，並於1962年4月12日上映。本片關於一名律師，他的家人受到一名被他送到監獄的犯罪分子跟蹤。
《海角亡魂》於1991年重拍，由馬田·史高西斯執導。格力哥利·柏、羅拔·米湛和馬田·波森都在重拍版中演出。

## 演員
- 格力哥利·柏 飾演 Sam Bowden
- 羅拔·米湛 飾演 Max Cady（英语：Max Cady）
- 波莉·伯根 飾演 Peggy Bowden
- 洛瑞·馬丁（英语：Lori Martin） 飾演 Nancy Bowden
- 馬田·波森 飾演 Mark Dutton
- 傑克·克魯斯肯（英语：Jack Kruschen） 飾演 Dave Grafton
- 泰利·沙華拉斯 飾演 Charlie Sievers
- 貝芮·卻斯（英语：Barrie Chase） 飾演 Diane Taylor
- 保羅·科米（英语：Paul Comi） 飾演 George Garner
- 愛德華·普拉特（英语：Edward Platt） 飾演 法官
- 威爾·萊特（英语：Will Wright (actor)） 飾演 Dr. Pearsall
- Joan Staley（英语：Joan Staley） 飾演 女侍應生

## 外部連結
- 互联网电影数据库（IMDb）上《海角亡魂》的资料（英文）
- TCM电影资料库上《海角亡魂》的资料（英文）
- AllMovie上《海角亡魂》的资料（英文）
- 爛番茄上《海角亡魂》的資料（英文）
- 豆瓣电影上《海角亡魂》的資料 （简体中文）